# ليون باور
ليون باور (بالإنجليزية: Leon Power)‏ هو لاعب اتحاد الرغبي أسترالي، ولد في 27 فبراير 1986 في سيدني في أستراليا.

## وصلات خارجية
- ليون باور عل موقع إسبنسكروم (الإنجليزية)
- ليون باور على موقع ItsRugby.co.uk (الإنجليزية)